# Bobenhausen II
Bobenhausen II (früher Babinhusin) ist ein Ortsteil der Stadt Ulrichstein im mittelhessischen Vogelsbergkreis.

## Geografische Lage
Der Ortsteil liegt circa vier Kilometer westlich des Kernorts Ulrichstein am Lauf des Gilgbaches. Mit dem Kernort verbindet ihn die Landesstraße 3073.

## Geschichte

### Ersterwähnung
Die älteste bekannte urkundliche Erwähnung als Babenhusen stammt vom 13. Dezember 1294. Die Urkunde bezeugt eine Schenkung der Einkünfte aus Gütern „in jurisdictione Babenhusen“ (im Gericht Bobenhausen) durch „Gertrudis de Lynden“ (von Linden) an das Kloster Arnsburg. Gertrud war die Witwe des Ritters Johannes von Grunenberg, für dessen Seelenheil sie die Einkünfte schenkt. Ihr Sohn Mengot, ebenfalls Ritter in Grünberg, stimmt zu. Der Ortsname soll sich von dem Personennamen Babo ableiten. In einer Urkunde des Klosters Arnsburg aus dem Jahre 1368 wird die Lage des Ortes angegeben: „de Babinhusen prope castrum Ulrichstein“ (von Bobenhausen nahe der Burg Ulrichstein).
1306 heißt es „villarum Babinhusen ..., Pedirsheyn, Aldenheyn“.

### Grafschaft Isenburg
Die Burg Ulrichstein, die Gerichte Bobenhausen und Felda sowie das Gericht Schotten befanden sich ursprünglich im Besitz der Grafschaft Isenburg-Büdingen. Obwohl das Gebiet in den Besitz der Landgrafschaft Hessen kam, blieben die Grafen von Isenburg im Besitz des Zehnten des Gerichts Bobenhausen und des Kirchensatzes Bobenhausen.
Nachweislich wurde die Grünberger Familie von Sassen seit 1353 mit dem Zehnten des Gerichts Bobenhausen belehnt.

### Gericht Bobenhausen
Volpracht von „Sassin“ und seine Frau Bechte, bekennen am 15. Juli 1364, dass sie ihren Teil des Zehnten zu „Babenhusen, zu abern Sifeharterode (Ober-Seibertenrod), zu Langenwaßere, zu Feltkrucken (Feldkrücken), zu Kulzenhan (Kölzenhain), czu Lynscheit, zu Albinshan, zu Wanefelde (Wohnfeld), czu Selinrodrode (Sellnrod), czu Heckirstorf (Höckersdorf), czu Pedirshan (Petershainer Hof), czu Falkenandischan und zu Selginstad“ verkauft haben. Käufer sind „Clase von Sassen“, Schöffe zu „Grunenberg“, dessen Frau Hildeburg, deren Töchter und Söhne, die dafür 150 „phunt heller“ zahlen. Volpracht und Clase von Sassen sind Brüder. Zeuge ist u. a. Johann von Kestrich, Schöffe in Grünberg.

### Neuzeit
Die Statistisch-topographisch-historische Beschreibung des Großherzogthums Hessen berichtet 1830 über Bobenhausen II:

„Bobenhausen (L. Bez. Schotten) Marktflecken, liegt im Vogelsberg, 3 St. von Schotten in einem Thal, 1535 Hess. (1181 Par.) Fuß über der Meeresfläche, hat 119 Häuser und 637 Einw., die außer 2 Kath. und 44 Juden evangelisch sind. Man findet 1 Kirche, 3 Mahl- und Oelmühlen, 1 Mahl-, 1 Oel- und Walkmühle, und unter den Professionisten 12 Schneider, 7 Schuhmacher, 5 Schreiner, und 3 Glaser. Die Einwohner nähren sich zum Theil mit Woll- und Baumwollspinnen und Handel mit Leinsaamen und Oel. Der Ort hält jährlich 2 Vieh- und Krämermärkte. Die Kirche, die dem heil. Egenolf geweiht war. stand unter dem Archipresbyter zu Lauterbach. – Den Kirchsatz haben zu Anfang des 14. Jahrhunderts die von Cronberg und von Sassen ausgeübt. Aber seit 1401 befand sich dieses Recht bei den von Sassen allein, welche es von Isenburg nebst Zehnten und Gütern zu Lehen trugen. Auch die Reitze von Breuberg waren hier begütert. In der Nähe von Bobenhausen wurde Bergbau auf Silber getrieben.“

Im Zuge der Gebietsreform in Hessen fusionierten die bis dahin selbständige Gemeinde Bobenhausen II und weitere Gemeinde zum 31. Dezember 1971 freiwillig mit der Stadt Ulrichstein zur erweiterten Stadt Ulrichstein.
Für Bobenhausen wurde ein Ortsbezirk errichtet.

### Verwaltungsgeschichte im Überblick
Die folgende Liste zeigt die Staaten und Verwaltungseinheiten, denen Bobenhausen II angehört(e):
- vor 1567: Heiliges Römisches Reich, Landgrafschaft Hessen, Amt Ulrichstein
- ab 1567: Heiliges Römisches Reich, Amt Ulrichstein (Söhne der Margarethe von der Saale)[14]
- ab 1570: Heiliges Römisches Reich, Landgrafschaft Hessen-Marburg, Amt Ulrichstein, Gericht Bobenhausen
- 1604–1648: Heiliges Römisches Reich, strittig zwischen Landgrafschaft Hessen-Darmstadt und Landgrafschaft Hessen-Kassel (Hessenkrieg)
- ab 1604: Heiliges Römisches Reich, Landgrafschaft Hessen-Darmstadt, Oberfürstentum Hessen, Amt Ulrichstein, Gericht Bobenhausen[15]
- 1787: Heiliges Römisches Reich, Landgrafschaft Hessen-Darmstadt, Oberfürstentum Hessen, Amt Ulrichstein, Gericht Bobenhausen[16]
- ab 1806: Großherzogtum Hessen,[Anm. 2] Fürstentum Oberhessen, Oberamt Alsfeld, Amt (und Gericht ab 1803) Ulrichstein[17][18]
- ab 1815: Großherzogtum Hessen, Provinz Oberhessen, Amt Ulrichstein[19]
- ab 1821: Großherzogtum Hessen, Provinz Oberhessen, Landratsbezirk Schotten[20][Anm. 3]
- ab 1832: Großherzogtum Hessen, Provinz Oberhessen, Kreis Nidda
- ab 1838: Großherzogtum Hessen, Provinz Oberhessen, Kreis Grünberg (und Landgericht Ulrichstein)
- ab 1848: Großherzogtum Hessen, Regierungsbezirk Gießen
- ab 1852: Großherzogtum Hessen, Provinz Oberhessen, Kreis Schotten
- ab 1867: Norddeutscher Bund,[Anm. 4] Großherzogtum Hessen, Provinz Oberhessen, Kreis Schotten
- ab 1871: Deutsches Reich, Großherzogtum Hessen, Provinz Oberhessen, Kreis Schotten
- ab 1918: Deutsches Reich (Weimarer Republik), Volksstaat Hessen, Provinz Oberhessen, Kreis Schotten
- ab 1938: Deutsches Reich, Volksstaat Hessen, Landkreis Alsfeld[21][Anm. 5]
- ab 1945: Amerikanische Besatzungszone,[Anm. 6] Groß-Hessen, Regierungsbezirk Darmstadt, Landkreis Alsfeld
- ab 1949: Bundesrepublik Deutschland, Land Hessen (seit 1946), Regierungsbezirk Darmstadt, Landkreis Alsfeld
- ab 1971: Bundesrepublik Deutschland, Land Hessen, Regierungsbezirk Darmstadt, Landkreis Lauterbach
- ab 1972: Bundesrepublik Deutschland, Land Hessen, Regierungsbezirk Darmstadt, Vogelsbergkreis, Stadt Ulrichstein[Anm. 7]
- ab 1981: Bundesrepublik Deutschland, Land Hessen, Regierungsbezirk Gießen, Vogelsbergkreis, Stadt Ulrichstein

### Gerichte seit 1803
In der Landgrafschaft Hessen-Darmstadt wurde mit Ausführungsverordnung vom 9. Dezember 1803 das Gerichtswesen neu organisiert. Für die Provinz Oberhessen wurde das Hofgericht Gießen als Gericht der zweiten Instanz eingerichtet. Die Rechtsprechung der ersten Instanz wurde durch die Ämter bzw. Standesherren vorgenommen und somit war für Bobenhausen das Amt Ulrichstein zuständig.
Das Hofgericht war für normale bürgerliche Streitsachen Gericht der zweiten Instanz, für standesherrliche Familienrechtssachen und Kriminalfälle die erste Instanz. Die zweite Instanz für die Patrimonialgerichte waren die standesherrlichen Justizkanzleien. Übergeordnet war das Oberappellationsgericht Darmstadt.
Mit der Gründung des Großherzogtums Hessen 1806 wurde diese Funktion beibehalten, während die Aufgaben der ersten Instanz 1821–1822 im Rahmen der Trennung von Rechtsprechung und Verwaltung auf die neu geschaffenen Land- bzw. Stadtgerichte übergingen. Bobenhausen viel in den Gerichtsbezirk des „Landgerichts Schotten“.
Durch Verfügung des Großherzoglich Hessischen Ministerium des Innern und der Justiz wurden am 1. Dezember 1838 Bobenhausen an den Bezirk des neu errichteten Landgerichts Ulrichstein abgetreten.
Anlässlich der Einführung des Gerichtsverfassungsgesetzes mit Wirkung vom 1. Oktober 1879, infolge derer die bisherigen großherzoglich hessischen Landgerichte durch Amtsgerichte an gleicher Stelle ersetzt wurden, während die neu geschaffenen Landgerichte nun als Obergerichte fungierten, kam es zur Umbenennung in „Amtsgericht Ulrichstein“ und Zuteilung zum Bezirk des Landgerichts Gießen.
1943 verlor das Amtsgericht Ulrichstein seine Selbständigkeit und wurde zur Zweigstelle des Amtsgerichts Schotten. Mit Wirkung zum 1. Juli 1968 erfolgte die Auflösung des Amtsgerichts Schotten und Bobenhausen kam zum Gerichtsbezirk des Amtsgerichts Alsfeld.
Die übergeordneten Instanzen sind jetzt, das Landgericht Gießen, das Oberlandesgericht Frankfurt am Main sowie der Bundesgerichtshof als letzte Instanz.

### Kirchengeschichte

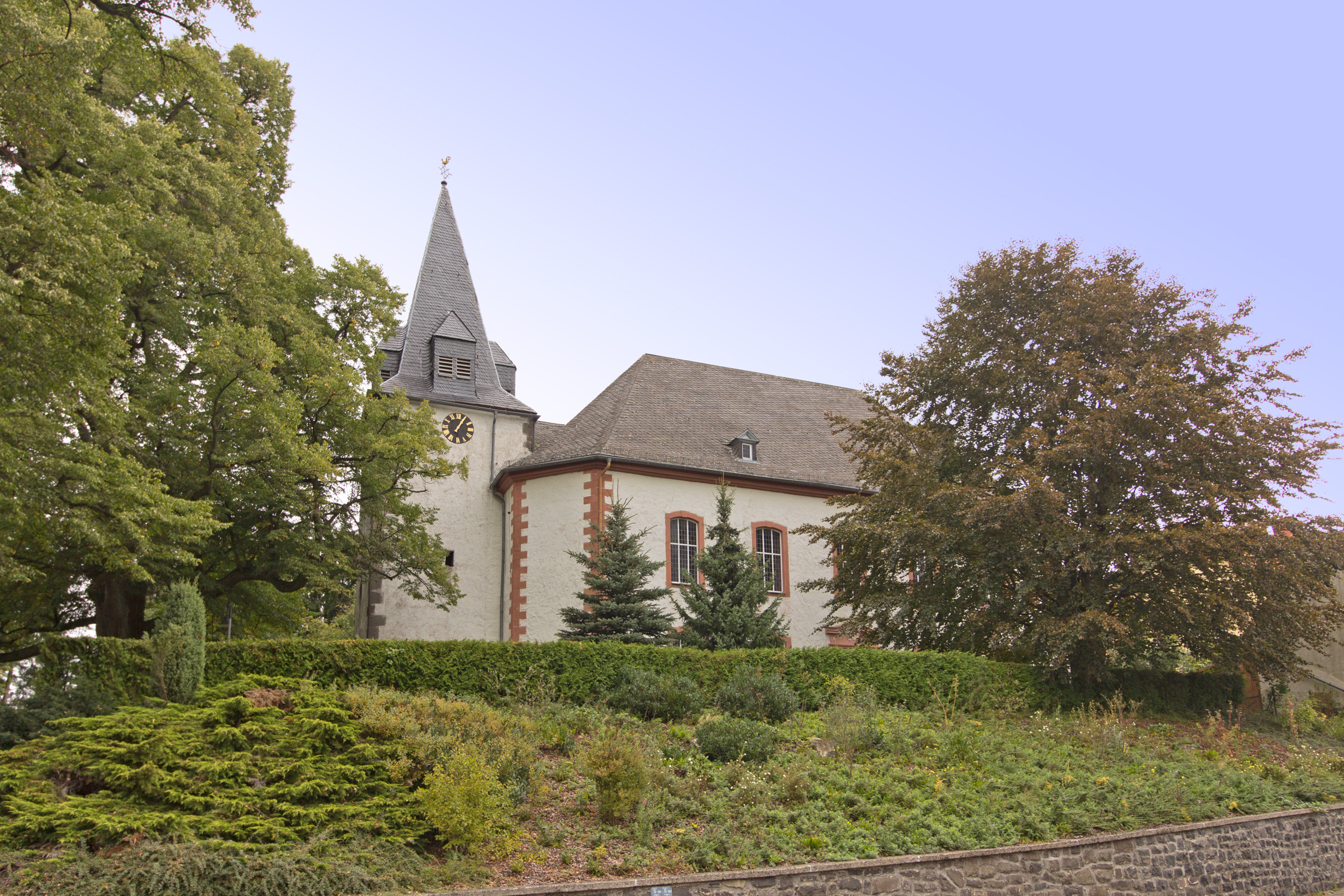
Evangel. Kirche, St. Gangolf

Der Turm der evangelischen Kirche St. Gangolf wird um das Jahr 1000 datiert.
Als Pfarrer in Bobenhausen wirkten bis zur Reformation:
- Henricus Camerius bis 1335
- Nicolaus de Sassen
- Eckartius Hortlip, 1401
- Johannes Ryche, 1460
- Johannes de Sassen, seit 1460
- Henricus Pistor, alias Cratz 1485
- Henricus Bonecker
- Johannes Goldensthoeffe, 1490
- Johannes Luchter, 1507[26]

## Bevölkerung

### Einwohnerstruktur 2011
Nach den Erhebungen des Zensus 2011 lebten am Stichtag dem 9. Mai 2011 in Bobenhausen 378 Einwohner. Darunter waren 12 (3,2 %) Ausländer. Nach dem Lebensalter waren 51 Einwohner unter 18 Jahren, 132 zwischen 18 und 49, 99 zwischen 50 und 64 und 96 Einwohner waren älter. Die Einwohner lebten in 186 Haushalten. Davon waren 63 Singlehaushalte, 69 Paare ohne Kinder und 42 Paare mit Kindern, sowie 15 Alleinerziehende und keine Wohngemeinschaften. In 51 Haushalten lebten ausschließlich Senioren und in 105 Haushaltungen lebten keine Senioren.

### Einwohnerentwicklung
| • 1791: | 578 Einwohner                       |
| • 1800: | 548 Einwohner                       |
| • 1806: | 586 Einwohner, 110 Häuser           |
| • 1829: | 637 Einwohner, 119 Häuser           |
| • 1867: | 595 Einwohner, 115 bewohnte Gebäude |
| • 1875: | 566 Einwohner, 113 bewohnte Gebäude |

| Bobenhausen: Einwohnerzahlen von 1791 bis 2011 | Bobenhausen: Einwohnerzahlen von 1791 bis 2011 | Bobenhausen: Einwohnerzahlen von 1791 bis 2011 | Bobenhausen: Einwohnerzahlen von 1791 bis 2011 | Bobenhausen: Einwohnerzahlen von 1791 bis 2011 |
| --- | ---------------------------------------------- | ---------------------------------------------- | ---------------------------------------------- | ---------------------------------------------- |
| Jahr |                                                |                                                |                                                | Einwohner                                      |
| 1791 | 1791                                           |                                                | 578                                            | 578                                            |
| 1800 | 1800                                           |                                                | 548                                            | 548                                            |
| 1806 | 1806                                           |                                                | 586                                            | 586                                            |
| 1829 | 1829                                           |                                                | 637                                            | 637                                            |
| 1834 | 1834                                           |                                                | 643                                            | 643                                            |
| 1840 | 1840                                           |                                                | 663                                            | 663                                            |
| 1846 | 1846                                           |                                                | 736                                            | 736                                            |
| 1852 | 1852                                           |                                                | 696                                            | 696                                            |
| 1858 | 1858                                           |                                                | 633                                            | 633                                            |
| 1864 | 1864                                           |                                                | 606                                            | 606                                            |
| 1871 | 1871                                           |                                                | 555                                            | 555                                            |
| 1875 | 1875                                           |                                                | 566                                            | 566                                            |
| 1885 | 1885                                           |                                                | 606                                            | 606                                            |
| 1895 | 1895                                           |                                                | 549                                            | 549                                            |
| 1905 | 1905                                           |                                                | 524                                            | 524                                            |
| 1910 | 1910                                           |                                                | 550                                            | 550                                            |
| 1925 | 1925                                           |                                                | 535                                            | 535                                            |
| 1939 | 1939                                           |                                                | 483                                            | 483                                            |
| 1946 | 1946                                           |                                                | 659                                            | 659                                            |
| 1950 | 1950                                           |                                                | 637                                            | 637                                            |
| 1956 | 1956                                           |                                                | 559                                            | 559                                            |
| 1961 | 1961                                           |                                                | 510                                            | 510                                            |
| 1967 | 1967                                           |                                                | 472                                            | 472                                            |
| 1970 | 1970                                           |                                                | 476                                            | 476                                            |
| 1980 | 1980                                           |                                                | ?                                              | ?                                              |
| 1990 | 1990                                           |                                                | ?                                              | ?                                              |
| 2000 | 2000                                           |                                                | ?                                              | ?                                              |
| 2011 | 2011                                           |                                                | 378                                            | 378                                            |
| Datenquelle: Historisches Gemeindeverzeichnis für Hessen: Die Bevölkerung der Gemeinden 1834 bis 1967. Wiesbaden: Hessisches Statistisches Landesamt, 1968. Weitere Quellen: ; Zensus 2011 |                                                |                                                |                                                |                                                |

### Religionszugehörigkeit
| • 1829: | 591 evangelische (= 92,78 %), 2 katholische (= 0,31 %), 44 jüdische (= 6,91 %) Einwohner |
| • 1961: | 468 evangelische (= 91,76 %), und 32 katholische (= 6,27 %) Einwohner                    |

## Politik
Für Bobenhausen II besteht ein Ortsbezirk (Gebiete der ehemaligen Gemeinde Bobenhausen II) mit Ortsbeirat und Ortsvorsteher nach der Hessischen Gemeindeordnung.
Der Ortsbeirat besteht aus fünf Mitgliedern. Bei den Kommunalwahlen in Hessen 2021 betrug die Wahlbeteiligung zum Ortsbeirat 52,23 %. Alle Kandidaten gehörten der „Gemeinschaftsliste Bobenhausen“ an. Der Ortsbeirat wählte Karl-Heinz Rudi zum Ortsvorsteher.

## Vereine
In Bobenhausen II gibt es die folgenden Vereine:
- Männergesangverein 1921 Bobenhausen II
- Sportverein SV Germania Bobenhausen e. V.
- Freiwillige Feuerwehr Bobenhausen II e. V.
- Jugend- und Freizeitclub Bobenhausen II

## Söhne und Töchter Bobenhausens
- Konstantin Reitz (1817–1853), österreichischer Konsul, Afrikaforscher